# Shen Yunying
Shen Yunying (1624–1660), fue una mujer general en el ejército imperial de la Dinastía Ming a mediados del siglo XVII. También es conocida como Shen Guandi.

## Biografía
Shen Yunying era hija del general Shen Zhixu, y desde niña, mostró interés en las artes marciales y leía muchos libros sobre estos temas. También acompañaba a su padre en sus misiones, y fue casada con un oficial militar.
Luchó en Hunan contra bandidos locales a finales del reinado del emperador Chongzhen (1627 a 1644). En 1643, su padre murió en batalla contra el ejército rebelde de Zhang Xianzhong (1606-1647), y Shen Yunying tomó su lugar durante la lucha y dirigió a los soldados a la victoria. En reconocimiento por ello, le fue ofrecido el cargo de su padre, el cual aceptó.
Mostró gran destreza militar en su lucha para proteger la dinastía Ming de los ejércitos de la rival Dinastía Qing de origen manchu y de Gao Guiying, la otra principal comandante femenina de la época, que luchaba en el bando opuesto, pero no pudo impedir la captura de Pekín en 1644 y la muerte del último emperador Ming. Cuándo su marido fue muerto en batalla el mismo año, un año después de su padre, perdió toda voluntad de luchar y se retiró a la vida privada. Fundó una escuela donde enseñaba a sus alumnas tanto los estudios académicos como artes marciales. 
Shen Yunying murió en 1660.
Se convirtió a posteriori en un personaje de la ópera china del mismo nombre (p. ej., en el repertorio de Cheng Yanqiu 程硯秋, 1904-1958). 